# Sonate pour piano no 33 de Joseph Haydn
La Sonate pour piano no 33 Hob.XVI.20 en ut mineur est une sonate pour pianoforte de Joseph Haydn. Composée en 1771, elle constitue le fleuron de la période Sturm und Drang du compositeur et allie tension, violence et poésie dans un cadre formel remarquable d'équilibre. Dans le deuxième mouvement, figure une citation anticipée du quatrième concerto pour piano de Beethoven. L'ouvrage porte une dédicace aux sœurs Franziska et Marianna Auenbrugger.

## Historique
Il s'agit de la première composition pour piano que Haydn publie sous le titre de sonate : ses précédentes œuvres pianistiques, qu'on nomme aujourd'hui sonates, sont initialement parues sous les dénominations « divertimentos » ou « partitas ». L'explication de ce changement s'explique probablement par le fait que le compositeur considérait la partition de cette œuvre particulièrement difficile à jouer, ce qui tranche avec ses compositions antérieures pour le piano.

## Structure
1. Moderato : page lyrique et élégiaque très mélodique.
2. Andante con moto (en la bémol majeur, à 3/4) : forme sonate austère et majestueuse.
3. Finale : menuet rapide.

## Source
- François-René Tranchefort, Guide de la musique de piano et clavecin, éd . Fayard, p. 401  (ISBN 2-213-01639-9)